# Olmos Park (Texas)
Olmos Park es una ciudad ubicada en el condado de Béxar en el estado estadounidense de Texas. En el Censo de 2010 tenía una población de 2.237 habitantes y una densidad poblacional de 1.393,08 personas por km².

## Geografía
Olmos Park se encuentra ubicada en las coordenadas 29°28′30″N 98°29′12″O / 29.47500, -98.48667. Según la Oficina del Censo de los Estados Unidos, Olmos Park tiene una superficie total de 1.61 km², de la cual 1.61 km² corresponden a tierra firme y (0%) 0 km² es agua.

## Demografía
Según el censo de 2010, había 2.237 personas residiendo en Olmos Park. La densidad de población era de 1.393,08 hab./km². De los 2.237 habitantes, Olmos Park estaba compuesto por el 94.1% blancos, el 0.63% eran afroamericanos, el 0.63% eran amerindios, el 0.76% eran asiáticos, el 0% eran isleños del Pacífico, el 2.37% eran de otras razas y el 1.52% pertenecían a dos o más razas. Del total de la población el 20.03% eran hispanos o latinos de cualquier raza.

## Educación
La Biblioteca Pública de San Antonio gestiona la Biblioteca Sucursal Landa.